# Драгомир Кранчевић
Драгомир Кранчевић (Панчево, 4. октобар 1847 — Беч, 19. мај 1929) био је један од првих српских виртуоза на виолини кога су слушали Беч, немачки градови и Пешта. Панчевачко српско црквено певачко друштво је за студије у Беч стипендирало Драгомира Кранчевића, који је касније постао концертни мајстор Пештанске опере. Са десет година из Панчева стиже у Беч, а са четрнаест година врло успешно свира у великој Ритерској дворани, да би доспео, у својој петнаестој години, до славног Музикферајна, у коме наступа више пута, а једном свира у корист зидања српске цркве. Том приликом, је у знак признања, добио албум Вијетанових композиција и свеску са посветама и аутограмима Брамса, Рубинштајна и других. На концерту Јованке Стојковић 1872, пријатељски је учествовао, а исте године, 10. августа, када је кнез Милан М. Обреновић IV проглашен за пунолетног, учествовао је на свечаном концерту, који је приредило Београдско певачко друштво, којом приликом је изводио Концерт алегро од Паганинија и своју композицију Сањарија. Тај млади Панчевац одбио је понуду да постане професор виолине на Бечком конзерваторијуму, после одласка његовог учитеља, професора Хелмесбергера, у пензију. Данас је Кранчевић заборављени уметник, текст под насловом: Концертмајстор Драгомир Кранчевић - некад славан, умро усамљен, појавио се у једном бечком листу. 
Током своје дугогодишње музичке делатности стекао је углед и разнео име српском народу у туђем свету. Али и поред свега тога, он је остао заборављен. Велики и драгоцени материјал о његовој музичкој делатности лежи скривен у мађарским и немачким новинама. Тек после прикупљања тог материјала и усрдног трагања о његовом животу и раду моћи ће се утврдити колику је улогу одиграо тај први српски виртуоз на виолини у страном свету и колики је био значај његове музичке делатности у доба у коме је живео.
Петра Кранчевића за музику је заинтересовао стриц Драгомир Кранчевић.

## Младост
Кранчевић се родио 4. октобра 1847. у Панчеву од оца Петра и матере Катарине рођене Петровић. Отац му је био угледан и врло имућан трговац. Основну школу је похађао у Панчеву а код свог учитеља Карла Хајслера учио је свирање на виолини, које није било систематско и подређено каквој педагошкој дисциплини. Али пошто је показивао нарочити дар за виолину и музику уопште, његов отац га је посало у Беч на даље школовање. Током свог боравка у Бечу, Кранчевић је, поред теоретског и практичног учења на виолини, учио још и клавир, затим француски и немачки језик. Теорију музике учио је код професора Мартина Нотебона и то радије неголи француски. У Бечу је код Јозефа Хелмесбергера учио да свира виолину. Јозефу Хелмесбергер је био концертмајстор и артистички директор Конзерваторијума, што је било од велике предности Драгомиру то што ће бесплатно присуствовати свим концертима, пробама и продукцијама његовог квартета, на оркестарским вежбама питомаца, на Конзерваторију и на представама у опери. Хонорар за подучавање рачунао је са 2 форинте папирног новца за 3 часа недељно, а за потпуну опскрбу (храну, стан, прање одеће и др.) 600 форинти с полугодишњом исплатом. У јесен 1859. одвео је отац свог сина у Беч код Хелмесберга. Драгомир, који је тада навршио 12 година, ушао је у кућу која је потицала из чисто уметничке и музичарске породице.
Јозеф Хелмесбергер био је син Георга Хелмесбергера 24. април 1800, Беч - 16. август 1873, Нојвалдег код Беча) одличног свирача на виолини, композитора, професора на Конзерваторијуму и диригента дворске опере у Бечу. Његов син, такође Георг (27. јануар 1830, Беч - 12. новембар 1852, Хановер), био је концертмајстор у Хановеру и писао опере, али је као младић умро. Јозеф Халмесберг, брат овога (3. новембар 1828, Беч - 24. октобар 1893, Беч) постао је већ у својој 23. години уметнички директор Друштва пријатеља музике и Конзерваторијума, професор виолине на истом, а потом и и први концертмајстор у Дворској опери у Бечу. Дуго време дириговао је концертима Друштва пријатеља музике и прочуо се по свету својим квартетом, с којим је већ од 1849. изводио класичне композиције. Његова жена Роза била је ћерка прослављеног глумца Ханриха Аншица (8. фебруар) 1785, Лукау - 29. децембар 1865, Беч) који се истакао својим улогама хероја и очева и као дугогодишњи редитељ у бечком Бургтеатру. Роза је брижљиво пазила на Драгомира. Био је љупко и послушно дете и она га је увек стављала за пример својој деци. Пошто је био слабуњав, то је пазила да се не премара у раду и увек се, после пола часа вежбања, појављивала и обично обустављала свирање. Једном кад је назебао није га Хелмесбергер 14 дана подучавао, а лекар је готово сваки други дан долазио у кућу.
Кранчевић, већ у својој раној младости, био је у прилици да упозна најбоље музичаре из околине моћног Хелмесберга, који је тада као артистички директор Бечког Конзерваторијума, управљао музичким животом у најмузикалнијем граду на свету, што је био Беч у оно време. Хелмесбергова кућа била је стециште и центар за музичаре. У ту су кућу долазили домаћи и страни музичари, уметници првога реда, који су у том граду одржавали његову музичку традицију и спадали у ред носилаца музичке културе уопште. Неоспорно је да је на младог Кранчевића тај додир с музичарима светског гласа морао да остави дубок утисак, поготово што је и сам нагињао музици и што га је његов музички геније водио у њихов круг. Зато је велика срећа што га је његов отац одвео на школовање баш у Беч, давши му на тај начин могућност да се у музици ваљано образује.

## Први концерт
После више од две и по године заједничког рада с Хелмесбергером, Кранчевић је могао да ступи на концертни подијум и пред бечком публиком. Хелмесбергерова жена била је мишљења да Кранчевић треба да наступи у једној дворани бечког центра, у којој би се скупио не само већи број слушалаца него и већи изабрани круг људи који разумеју музичку уметност. Зато је Кранчевич наступио на концерту, који је 16. фебруара 1861. приредио у великој Ритерској дворани Ј. Скива, један од старијих и најбољих тадашњих пијаниста у Бечу, а који је иначе свирао и у Хелмесбергеровом квартету. Скива је био учитељ музике у многим првим кућама у Бечу и њему је изузетно било дозвољено да у тој дворани одржи свој концерт и то без улазница и само за позване госте. Позивнице су послате бројним Драгомировим познаницима, затим уметницима и новинарима, а и сам Хелмесбергер добио је много улазница, пошто је са свих страна био салетан молбама за обезбеђење приступа на тај концерт. На том концерту је било 480 слушалаца, пред којима је 14-годишњи Драгомир изводио своју омиљену пијесу fantasie-carpise од Вјетана, а на клавиру га је пратио сам Хелмесбергер.
О томе концерту послао је Хелмесбергер Драгомирову оцу врло детаљан извештај. Он му јавља да је његов први наступ био крунисан силним и сјајним успехом и зато је срећан што су се испуниле све наде и очекивања која је полагао на уметнички развитак свог ученика. Он је наступио с потпуном сигурношћу и савршено је владао својим задатком. Хелмесбергер је даље додао:”Да се од тог концертног вечера у свима друштвеним и уметничким круговима много говори о сјајном наступу младог генијалног уметника из Панчева.”

## Први концерт у Панчеву
О великом школском одмору, крајем августа 1861, приредио је Кранчевић свој први концерт у Панчеву, а у корист месне сиротиње. Том је приликом свирао Вјетанову Фантазију, затим Адађо и Тарантелу, Бацинијево коло и Американску Гудљару. Иако немамо никаквих података и доказа, ми са сигурношћу претпостављамо да је Кранчевића на том концерту пратио његов учитељ Хелмесбергер. Он је, наиме, са својом женом и децом, баш у то време, био у гостима код Драгомирових родитеља у Панчеву, где се Роза ,касније у писмима, захваљује на гостопримству у њиховој кући.

## Концерт за православну цркву и градску болницу у Панчеву
У другој половини марта месеца 1862, приредио је Кранчевић у Музичкој дворани у Бечу свој концерт у корист зидања тамошње српске православне цркве. То је био његов први јавни концерт с наплатом улазница у Бечу, и на њему је изводио Певанију од Шпора и Српско народно коло (сремско) од Корнелија Станковића.
Почетком априла 1862. на позив Удружења књижевника и песника у Бечу, Кранчевић је одржао концерт. На концерту су учествовали све сами страни уметници који су тада били у Бечу, а једино је Кранчевић заступао бечке уметнике као љубимац публике. На клавиру га је пратио пијаниста Швајд. Кранчевић је изненадио цео музички свет у Бечу.
У корист Српског народног позоришта приредио је Кранчевић 16. септембра 1862. концерт у Новом Саду. Десетак дана касније одржао је концерт у корист Градске болнице у Панчеву са истим програмом који је изводио у Новом Саду, а и са истим музичким успехом.

## После студија живи у Панчеву
Крањчевић је завршио своје студије 1867, после осам година интензивног и систематског музичког рада. После свршених студија, све до 1873, Кранчевић је живео у Панчеву, давао концерте у многим српским местима, а имао је и турнеје у зиму 1869 и 1870. по Средњој Немачкој. Године 1872, 10. августа, кад је кнез Милан М. Обреновић IV проглашен за пунолетног, Кранчевић је учествовао на свечаном концерту, који је приредило Београдско певачко друштво, којом је приликом изводио Концерт Алегро од Паганинија и своју композицију Сањарија, а коју је, као и још неке друге своје композиције уништио.
У пролеће 1873. отишао је Кранчевић у Будимпешту за виолинисту у тамошњој Опери. Убрзо је постао први концертмајстор, на којем је положају остао све до 30. јуна 1901, кад је после 28-годишњег службовања отишао у пензију.

## Позив да ради у Бечу
Половином 1877. напустио је Хелмесбергер Бечки конзерваторијум, чиме је место професора виолине остало упражњено. Барон Хофман, који је тада био председник Друштва пријатеља музике, такав је, наиме, био званичан назив тадашњег Конзерваторијума, позвао је Кранчевића да преузме то упражњено место професора виолине. Међутим, Кранчевић одбија да се прими те професуре. Он је све до пензије остао у Пештанској опери, свирајући на својој виолини од Страдивариуса као први концертмајстор. Шта је он значио за ту Оперу и колико су га ценили у њој, најлепше нам доказује писмо, које су му при одласку у пензију упутили директор Емерих Месарош и интендант гроф Стеван Кеглевић, а које гласи:
”Поштовани Уметниче! Дозволите, поштовани Уметниче, да се, нажалост, поводом тога што 30. јуна завршавате своју 28-годишњу, по заслугама богату делатност, опростимо с Вама са следећим речима: Ви сте беспримерном тачношћу, великом марљивошћу па савесношћу, а пре свега својим големим музичким знањем и уметношћу Вашег лепог извођења мађарској уметности, нарочито интересима Кр. мађарске опере толико послужили….стога примите у име Дирекције Кр. мађарске опере пријатељски дату изјаву, да ће нам Ваше сјајно уметничко име и Ваша величанствена делатност остати стално незаборавна и драгоцена и да ће оне представе и они уметнички догађаји који су се одиграли у историји Кр. мађарске опере уз Ваше суделовање или уз дејство Вашег духа и Вашег примера, остати увек прави понос и слава нашег Завода.”

## Страдивариусову виолину продао је чешком виртуозу
Од дана када је отишао у пензију, па све до своје смрти, живео је у Бечу врло скромно и сасвим повучено од света. Иако је као човек у снажним мужевним годинама отишао у пензију - било му је око 54 године - он, од часа кад је напустио Пештанску оперу, није никад више засвирао. Своју скупу Страдивариусову виолину продао је чешком виртуозу Јану Кубелику за 25.000 круна и предајући му је у власништво, он га је потапшао по рамену, рекавши му само ове речи:”Чувајте своје живце”.